# Qiantangfloden
Qiantangfloden eller Qiantang Jiang (钱塘江; Qiántáng Jiāng) är ett vattendrag i Kina.   Det ligger i provinsen Zhejiang, i den östra delen av landet, 1 100 km söder om huvudstaden Peking.
Qiantangfloden passerar Hangzhou och Stora kanalens södra slutpunkt ansluter till floden.
Klimatet i området är fuktigt och subtropiskt.